# Harry Sunderland Trophy
Die Harry Sunderland Trophy ist eine seit 1965 durch die Rugby League Writers’ Association an den Man of the Match im Super League Grand Final verliehene Auszeichnung. Benannt ist sie nach Harry Sunderland, einem australischen Manager und Journalist, der in Australien und Großbritannien im Bereich Rugby League tätig war. Die erste Verleihung der Auszeichnung fand kurz nach seinem Tod statt.

## Liste der Titelträger
| Jahr    | Name            | Nat.       | Verein                     |
| ------- | --------------- | ---------- | -------------------------- |
| 1964–65 | Terry Fogerty   | England    | Halifax                    |
| 1965–66 | Albert Halsall  | England    | St Helens                  |
| 1966–67 | Ray Owen        | England    | Wakefield Trinity Wildcats |
| 1967–68 | Gary Cooper     | England    | Wakefield Trinity Wildcats |
| 1968–69 | Bev Risman      | England    | Leeds Rhinos               |
| 1969–70 | Frank Myler     | England    | St Helens                  |
| 1970–71 | Bill Ashurst    | England    | Wigan Warriors             |
| 1971–72 | Terry Clawson   | England    | Leeds Rhinos               |
| 1972–73 | Mike Stephenson | England    | Dewsbury Rams              |
| 1973–74 | Barry Philbin   | England    | Warrington Wolves          |
| 1974–75 | Mel Mason       | England    | Leeds Rhinos               |
| 1975–76 | George Nicholls | England    | St Helens                  |
| 1976–77 | Geoff Pimblett  | England    | St Helens                  |
| 1977–78 | Bob Haigh       | England    | Bradford Bulls             |
| 1978–79 | Kevin Dick      | England    | Leeds Rhinos               |
| 1979–80 | Mal Aspey       | England    | Widnes Vikings             |
| 1980–81 | Len Casey       | England    | Hull Kingston Rovers       |
| 1981–82 | Mick Burke      | England    | Widnes Vikings             |
| 1982–83 | Tony Myler      | England    | Widnes Vikings             |
| 1983–84 | John Dorahy     | Australien | Hull Kingston Rovers       |
| 1984–85 | Harry Pinner    | England    | St Helens                  |
| 1985–86 | Les Boyd        | Australien | Warrington Wolves          |
| 1986–87 | Joe Lydon       | England    | Wigan Warriors             |
| 1987–88 | David Hulme     | England    | Widnes Vikings             |
| 1988–89 | Alan Tait       | Schottland | Widnes Vikings             |
| 1989–90 | Alan Tait       | Schottland | Widnes Vikings             |
| 1990–91 | Greg Mackey     | Australien | Hull FC                    |
| 1991–92 | Andy Platt      | England    | Wigan Warriors             |
| 1992–93 | Chris Joynt     | England    | St Helens                  |
| 1993–94 | Sam Panapa      | Neuseeland | Wigan Warriors             |
| 1994–95 | Kris Radlinski  | England    | Wigan Warriors             |
| 1995–96 | Nicht verliehen |            |                            |
| 1996    | Andrew Farrell  | England    | Wigan Warriors             |
| 1997    | Andrew Farrell  | England    | Wigan Warriors             |
| 1998    | Jason Robinson  | England    | Wigan Warriors             |
| 1999    | Henry Paul      | Neuseeland | Bradford Bulls             |
| 2000    | Chris Joynt     | England    | St Helens                  |
| 2001    | Michael Withers | Australien | Bradford Bulls             |
| 2002    | Paul Deacon     | England    | Bradford Bulls             |
| 2003    | Stuart Reardon  | England    | Bradford Bulls             |
| 2004    | Matt Diskin     | England    | Leeds Rhinos               |
| 2005    | Leon Pryce      | England    | Bradford Bulls             |
| 2006    | Paul Wellens    | England    | St Helens                  |
| 2007    | Rob Burrow      | England    | Leeds Rhinos               |
| 2008    | Lee Smith       | England    | Leeds Rhinos               |
| 2009    | Kevin Sinfield  | England    | Leeds Rhinos               |
| 2010    | Thomas Leuluai  | Neuseeland | Wigan Warriors             |
| 2011    | Rob Burrow      | England    | Leeds Rhinos               |
| 2012    | Kevin Sinfield  | England    | Leeds Rhinos               |
| 2013    | Blake Green     | Australien | Wigan Warriors             |
| 2014    | James Roby      | England    | St Helens                  |